# شتات إفريقي

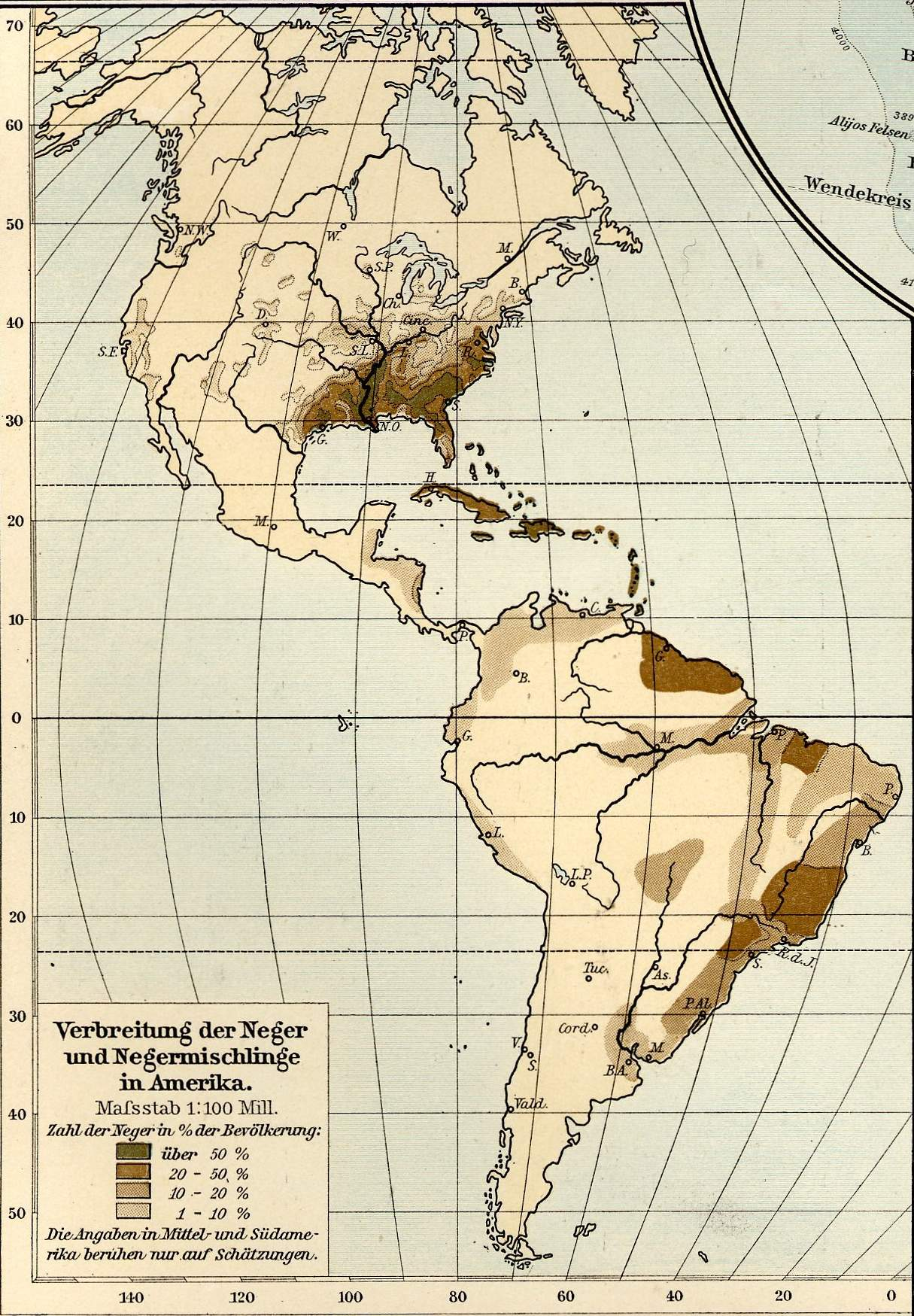

الشتات الإفريقي (بالإنجليزية: African diaspora)‏ هو مصطلح يشير إلى المجتمعات التي تكونت في مختلف أنحاء العالم نتيجة انتقال الأشخاص عبر التاريخ من إفريقيا إلى جهات متعددة من الأمريكتين وأوروبا والشرق الأوسط وآسيا وغيرها.
يشير المصطلح بشكل أساسي إلى المنحدرين من سلالة الأشخاص الذين استُعبدوا من غرب ووسط إفريقيا ونُقلوا إلى الأمريكتين في عمليات تجارة العبيد عبر الأطلنطي بين القرنين السادس عشر والتاسع عشر الميلاديين، والذين يستقر معظمهم اليوم في البرازيل (الأفارقة البرازيليون) والولايات المتحدة (الأفارقة الأمريكيون) وغيرهما.